# Kennwort: Berlin-Tempelhof
Kennwort: Berlin-Tempelhof (Originaltitel: A Prize of Gold) ist ein 1954 vor Ort in Berlin gedrehter US-amerikanischer Kriminalthriller von Mark Robson mit Richard Widmark und Mai Zetterling in den Hauptrollen. Der Geschichte liegt der 1953 publizierte Roman A Prize of Gold von Max Catto zugrunde.

## Handlung
Berlin, in der frühen Nachkriegszeit. In einem Kanal, der die britische und die amerikanische Zone voneinander trennt, entdeckt ein Bauarbeiter zahlreiche Goldbarren, die von den Deutschen in der Endphase des Zweiten Weltkriegs dort deponiert wurden. Sergeant Joe Lawrence von der US-Militärpolizei erhält die britischen Auflistungen des konfiszierten Goldes. Diesen Bericht soll er zum US-Hauptquartier in Berlin-Tempelhof überstellen. Auf dem Weg dorthin nimmt er seinen Kollegen, den britischen Verbindungsoffizier Sergeant Roger Morris, auf einen Abstecher in seine Wohnung mit. Während Joe Roger herumführt, wird der draußen vor der Tür geparkte Jeep von einem kleinen Jungen gestohlen, den Joe daraufhin durch die Ruinen der Stadt jagt, bis man in einem Tunnel landet. Dort wird Lawrence gewahr, in welch erbärmlichen Lebensumständen zwischen Ratten und Trümmern zahlreiche Kinder, allesamt heimatlos gewordene, verwaiste Kriegsflüchtlinge, vegetieren. Lediglich die junge Deutsche Maria Köhler und der schon etwas ältere Dr. Zachmann sorgen sich um die verwahrlosten Jugendlichen. Maria entschuldigt sich bei Sgt. Lawrence dafür, dass Conrad, der kleine Übeltäter, ihm dessen Jeep geklaut hatte. Lawrence ist sichtlich beeindruckt von dem Gesehenen, stellt daraufhin in seinem Rapport an seinen Vorgesetzten Major Bracken die Sachlage des Autodiebstahls anders dar und nimmt die Schuld auf sich. Sgt. Morris erzählt Joe, dass das von den Alliierten beschlagnahmte Gold in mehreren Transporten nach London verbracht werden soll und er, Roger, die erste Lieferung dorthin eskortieren werde.
Joe kehrt in das Tunnelsystem zurück, um Maria näher kennenzulernen. Von ihr erfährt der US-Offizier, dass sie eigentlich für einen wohlhabenden Bauunternehmer namens Hans Fischer arbeitet. Sie hofft, dass er die Verschiffung der Kinder nach Brasilien sponsern wird, damit diese dort die Schrecken des Krieges hinter sich lassen können und die Chance für ein neues Leben bekommen. Als Joe Fischer bald darauf kennenlernt, ist es instinktive Antipathie auf den ersten Blick, die der Amerikaner gegenüber dem Deutschen verspürt. Er ahnt, dass Fischer für sein karitatives Wirken von Maria eine Gegenleistung körperlicher Natur erwartet, um die Betreuung der Kinder sicherzustellen. Sgt. Morris ist aus London zurückgekehrt und deutet seinem amerikanischen Gegenüber einen mehr als zwielichtigen Plan bezüglich der Goldüberstellung nach England an. Lawrence weigert sich sofort, ihm auch nur zuzuhören. Joe geht derweil mit Maria zu einem abendlichen Tanzvergnügen, denn er beginnt sich in die engagierte junge Frau zu verlieben. Die aber hat in erster Linie ihre Arbeit im Sinn und befürchtet, dass, wenn sie sich näher mit Joe einlassen würde, der eifersüchtige Fischer ihre Aktivitäten zum Wohle der Kinder torpedieren werde. Und so lehnt sie es ab, Sgt. Lawrence demnächst wiederzusehen. Joe ist sehr enttäuscht, doch den Kindern zuliebe besteht Maria auf ihren Vorschlag.
Als Joe beauftragt wird, die zweite Goldlieferung mit Roger nach London zu eskortieren, eilt er zu den Tunneln, um sich von Maria zu verabschieden. Als er dort auf Fischer trifft, kommt es zu einem Handgemenge zwischen den beiden Männern. Fischer verlässt wütend das Gelände, und Maria schimpft, dass Joe mit seinen Avancen alles verdorben habe, da Fischer gerade zugestimmt hatte, das Geld für die Brasilienreise bereitzustellen. Joe verspricht Maria, ihr zu helfen. Auf dem Transportflug nach London bittet Joe Roger, ihm seinen vor kurzem noch brüsk zurückgewiesenen Plan für den Golddiebstahl näher darzulegen. Sgt. Morris erklärt, dass sie möglicherweise die nächste Lieferung mit Hilfe seines Onkels Dan Watson und seines Kriegsgefährten Alfie Stratton unterschlagen könnten. In London besuchen Dan, Roger und Joe Alfie, einen ehemaligen Schwarzmarkthändler, der zunächst darauf besteht, dass er nicht mehr krumme Geschäfte macht, seit er sich mit seiner Frau im eigenen Haus niedergelassen hat. Als Alfie von dem Umfang der Goldlieferung erfährt, bietet er jedoch an, die Männer zu beraten. Joe überredet ihn schließlich zur Teilnahme an dem geplanten Raubzug. Alfie stimmt unter der Bedingung zu, dass er ein Viertel des Erlöses erhält und einen ehemaligen Kriegskameraden, Brian Hammell, hinzuholt, um das zu entführende Gold-Flugzeug zu einem verwaisten englischen Flugfeld zu fliegen. Joe misstraut dem sich besonders smart gebenden Brian, ist aber gezwungen, dem Arrangement und der Forderung nach einem Viertel des Goldes zuzustimmen.
Der Raubzug geht nun in die fixe Planung. Man gerät jedoch unter Zeitdruck, denn Joe hat von Roger erfahren, dass die nächste Gold-Lieferung in der kommenden Nacht erfolgen soll. Joe besucht Maria, um ihr mitzuteilen, dass er ihr bald das Geld für den Kindertransport geben könne. Joe gelingt es, von amerikanischer Seite der Eskortierung der nächsten Goldlieferung zugeteilt zu werden. Mit gefälschten Befehlen bringt Joe Brian als Militärsonderkurier mit an Bord des Transportflugzeugs. In England zwingt Dan Alfie, am Coup teilzunehmen, als sein Auto eine Panne hat. Unterwegs zerstören Joe, Roger und Brian das Funkgerät und übernehmen das Flugzeug, das Pilot Brian sicher auf dem verwaisten Landeplatz neben Dans und Alfies Autolichtern landet. Als sie das Gold zu Dans Laster bringen, greifen der überwältigte Pilot und sein Co-Pilot Joe und Roger an, um diese an ihrem Raub zu hindern. Dabei gerät der Flieger außer Kontrolle, kracht in Alfies Auto und geht in Flammen auf. Im Tohuwabohu fliehen alle Beteiligten. Derweil wurde der Coup entdeckt und Alfies Auto beim Flugzeugwrack identifiziert.
Da der Plan gescheitert ist, wollen Joe und Roger das geraubte Gold wieder zurückgeben und sich ihren militärischen Vorgesetzten stellen. Doch der aalglatte Brian Hammell besteht auf seinen Anteil und erzwingt mit vorgehaltener Waffe, eben diesen Anteil an Gold an sich zu nehmen. Roger versucht Brian daran zu hindern, stürzt aber bei dem Zweikampf aus einem Fenster in den Tod. Brian schlägt Joe bewusstlos und versucht dann, mit dem Goldlaster zu fliehen, wird aber durch einen die Durchfahrt versperrenden Lieferwagen daran gehindert. Brian nimmt so viel Gold mit, wie er in seinen Manteltaschen tragen kann, und flieht zu Fuß. Joe, der aus der Besinnungslosigkeit wiedererwacht ist, folgt Hammell. Bei einer Zugbrücke stürzt dieser mit den Taschen voller Gold in den Kanal und ertrinkt. Sgt. Joe Lawrence stellt sich seinem Vorgesetzten Major Bracken und gesteht alles. Während Joe auf dem Flugplatz darauf wartet, in die Heimat, wo das Kriegsgericht auf ihn wartet, transportiert zu werden, sieht er Maria, Dr. Zachmann und die Kinder, wie sie alle ein Flugzeug, das sie nach Brasilien bringen soll, steigen. Das benötigte Geld hatte ihnen er entkommene Alfie zukommen lassen. Joe verabschiedet sich von Maria und verspricht ihr, dass er sich ihr anschließen werde, sobald er dazu in der Lage sein werde.

## Produktionsnotizen
Kennwort: Berlin-Tempelhof wurde mit einer überwiegend britischen Crew ab Juli 1954 in Berlin (West) (Außenaufnahmen) und in London (Studioaufnahmen) gedreht und am 12. August 1955 in Deutschland uraufgeführt. Die US-Premiere fand am 14. Oktober 1955 statt.
Irving Allen und Albert R. Broccoli waren die Herstellungsleiter dieses Films, John Box gestaltete die Filmbauten. Muir Mathieson übernahm die musikalische Leitung, es spielte das London Symphony Orchestra. Das Titellied singt Joan Regan.

## Synchronisation
| Rolle                 | Darsteller      | Synchronsprecher      |
| --------------------- | --------------- | --------------------- |
| Sergeant Joe Lawrence | Richard Widmark | Wilhelm Borchert      |
| Maria Köhler          | Mai Zetterling  | Marion Degler         |
| Brian Hammell         | Nigel Patrick   | Erich Fiedler         |
| Sergeant Roger Morris | George Cole     | Walter Bluhm          |
| Alfie Stratton        | Donald Wolfit   | Paul Wagner           |
| Onkel Dan Watson      | Joseph Tomelty  | Kurt Vespermann       |
| Hans Fischer          | Eric Pohlmann   | Hans Wiegner          |
| Dr. Zachmann          | Karel Štěpánek  | Carl de Vogt          |
| Major Bracken         | Alan Gifford    | Siegfried Schürenberg |

## Kritiken
Die New York Times konstatierte einerseits eine “gute Kulisse und eine Besetzung, angeführt von so guten Darstellern wie Richard Widmark und der liebenswerten Mai Zetterling” aber auch eine “bleischwere und synthetische Handlung” und resümierte: “So ausgeklügelt und voller Löcher ist dieses Drehbuch von Robert Buchner und John Paxton, dass keiner der Darsteller Sympathie auf sich zieht. Mark Robsons Regie bleibt überraschend lustlos. Aber die deutschen und englischen Hintergründe, eher grell in Technicolor getönt, sind faszinierend.”
Der Movie & Video Guide sah in diesem Film eine „straffe Gaunergeschichte“, während Halliwell‘s Film Guide, nicht unähnlich, eine „routinierte Ganovengeschichte mit sentimentalen Tendenzen“ verortete.
Das Lexikon des internationalen Films schrieb: „Spannend und geradlinig inszenierter Abenteuerfilm, aber wenig glaubwürdig und unscharf in der historischen Zeichnung.“